# Wilhelm Henze (Schriftsteller)
Wilhelm Henze (* 16. Februar 1845 in Einbeck; † 1. März 1918 in Hannover) war ein deutscher Schriftsteller und Rezitator seiner eigenen Werke vor allem in der Sprache des hannoverschen, speziell aber auch im „Calenberger Platt“ (Ostfälisch).

## Leben
Geboren zur Zeit des Königreichs Hannover als Sohn eines Schumachers in Einbeck, kam Wilhelm Henze 1862 in die Residenzstadt Hannover. Dort durchlief er eine Lehre als Drucker für Tapeten und arbeitete anschließend 33 Jahre als Bedrucker von Zollstöcken in der Maßstab-Fabrik von Conrad Bube.
Neben seiner Erwerbsarbeit betätigte sich Henze als Schriftsteller, schrieb Schwänke und andere humoristische Literatur, etwa Anekdoten, vor allem in der Sprache des hannoverschen, speziell aber auch im „Calenberger Platt“. Seine Werke trug „er selbst in unnachahmlicher Weise vor“.
Noch zur Zeit des Deutschen Kaiserreichs, etwa ab 1900 erschienen Henzes Texte als lose Blätter, später auch in verschiedenen Sammlungen von Mundart-Texten.
Während des Ersten Weltkrieges rezitierte Wilhelm Henze seine Texte auch in den mit verwundeten Soldaten belegten Lazaretten, wurde dafür 1916 mit dem Verdienstkreuz der Kriegshilfe geehrt.
1918 wurde Wilhelm Henze in einem Ehrengrab auf dem Stadtfriedhof Stöcken beigesetzt. Der 1936 in Badenstedt angelegte Henzeweg wurde nach dem Mundart-Humoristen benannt.

## Werke (Auswahl)
1917 brachte der Verleger Friedrich Gersbach in Pyrmont Sammelbände mit Henzes Texten heraus, darunter die Bände
- Eck segge man bloß
- Wat sei allet maket
- Tau'n lustigen Steebel[1]